# تجربة فينكلر

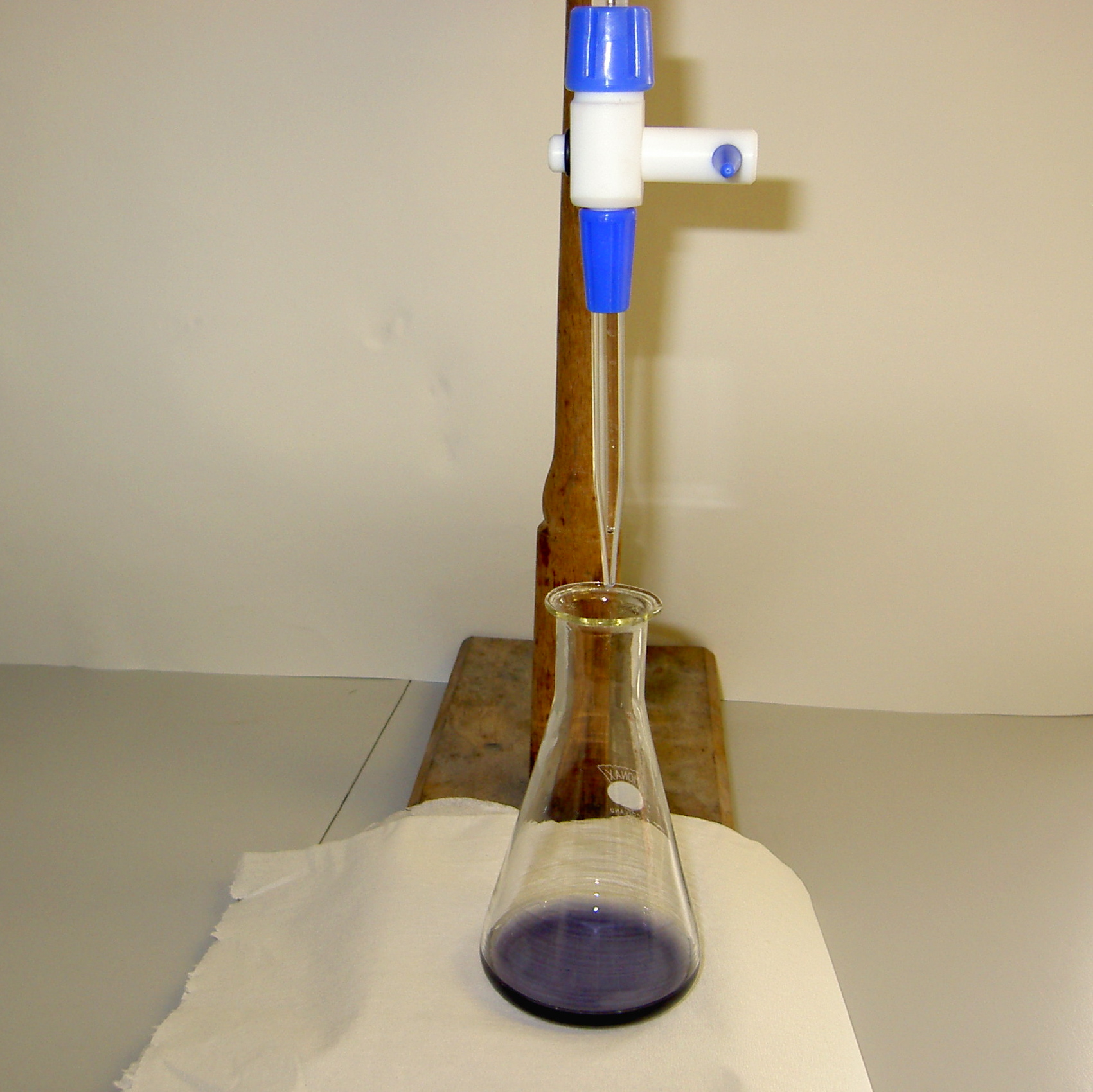

تجربة فينكلر (أو اختبار فينكلر Winkler test) تدرس جودة المياه ومدى صلاحيتها عن طريق تحديد تركيز الأكسجين المذاب في عينه من الماء، بإضافة أيون الهيدروكسيد لعينة ماء تحتوي على فائض من أملاح المنجنيز2 واليوديد ممايؤدي إلى تكون راسب أبيض من Mn(oH-)2 الذي سرعان مايتأكسد إلى راسب بني من المنجنيز بواسطة الأكسجين المذاب في عينة الماء ويتحول أيون اليوديد إلى اليود كما وتضفي الأحماض القوية كحمض الهيدروكلوريك أو حمض الكبريتيك صفة حامضية للمحلول، ويجدر الإشارة إلى أن كمية الأكسجين المذابة تتناسب طرديا مع تركيز اليود في محلول الثيوسلفات.

## تاريخيا
تعود هذه التجربة إلى عام 1888 عندما كان لايوس فينكلر يحضر الدكتوراه، حيث وجد أن كمية الأكسجين المذاب هي مقياس النشاط البيولوجي في الكتلة المائية حيث تنتج العوالق النباتية والطحالب الكبيرة في الكتلة المائية الأكسجين بواسطة التمثيل الضوئي ومن الجانب الآخر تستهلك البكتيريا والكائنات الحية حقيقة النواة (الأسماك، الطحالب، العوالق الحيوانية) الأكسجين خلال التنفس الخلوي, وسمي الفرق في تركيز الأكسجين المادي في الماء والتركيز الفعلي للأكسجين بالحاجة البيو كيميائية للأكسجين.

## طريقة المعاينة
بداية ً : تضاف كبريتات المنجنيز بنسبة 48% من الحجم الكلي للبيئة المائية، ثم يضاف يوديد البوتاسيوم بنسبة 15% في 70%من هيدروكسيد البوتاسيوم ليكون راسب بني – وردي.
في المحلول القلوي الأكسجين المذاب يؤكسد أيونات المنجنيز2 إلى المنجنيز الرباعي أو الثلاثي :
MnSO4(s)+ MnSO4(s) + O2(aq) → 2 MnO(OH)2s
يظهر راسب بني من MnO(OH)2، أو يتكون راسب Mn(OH)3 وتضفي عليه هيدريدات MnO2 اللون البني، وتعطى معادلته كالتالي :
Mn(OH)2(s) +3Mn(OH)2(s)+ O2(aq) + 2 H2O → 4 Mn(OH)3s
في الخطوة التالية: من تجربة فينكلر ينحل الراسب في المحلول ويتحول إلى محلول حمضي، ويتكون Mn(SO4)2 بواسطة تحول أيونات اليوديد إلى عنصر اليود ويعود المنجنيز من منجنيز ثلاثي أو رباعي التكافؤ إلى ثنائي التكافؤ في المحلول الحامضي المتوسط
Mn(SO4)2 + 2 I-(aq) → Mn2+(aq) + I2(aq) + 2 SO42-aq
يستخدم محلول الثيوسلفات مع دليل النشا للتحقق من وجود اليود
2 S2O32-(aq) + I2 → S4O62-(aq) + 2 I-aq

## التحليل
من المعادلات السابقة نوجد التالي :
mole of O2 → 2 moles of MnO(OH)2 → 2 mole of I2 → 4 mole of S2O3−2
ثم نحسب عدد مولات جزيئ الأكسجين في عينة الماء بعد تحديد أيونات اليود الناتجة، وتكون عادة mg dm−3

## قيود التجربة
يعتمد نجاح هذا الأسلوب اعتمادا كبيرا على طريقة معالجة العينة في جميع المراحل وعدم إضافة أو خسارة الأكسجين خلال خطوات التجربة، كما يجب أن تكون عينة الماء خالية من المواد المذابة التي تعمل على الأكسدة أو خفض نسبة اليود.

## الحاجة البيو كيميائية للأكسجين
تحديد الحاجة البيو كيميائية للأكسجين خلال 5 أيام (BOD5)، يتم تحليل عينة الماء بعد 5 أيام في الظلام عند 20 درجة مئوية (68 درجة فهرنهايت) وفي بعض الأحيان تستخدم البكتيريا القولونية كمصدر للأكسجين في العينة حيث يستخدم الاختلاف في DO وعوامل التخفيف لحساب الحاجة البيو كيميائية للأكسجين، وهذه القيم الناتجة تفيد لحساب القوة النسبية العضوية في مياه المجاري أو المياه الملوثة الأخرى.